# Puntvleugelpalpmot
De puntvleugelpalpmot (Brachmia blandella) is een vlinder uit de familie tastermotten (Gelechiidae). De wetenschappelijke naam is voor het eerst geldig gepubliceerd in 1798 door Fabricius.
De soort komt voor in Europa.